# Tobias Arwidson
Skinnar Per Tobias Arwidson (ur. 7 czerwca 1988 w Mora) – szwedzki biathlonista, uczestnik Zimowych Igrzysk Olimpijskich 2014, srebrny medalista mistrzostw Europy.
2 grudnia 2010 zadebiutował w zawodach Pucharu Świata w Östersund, zajmując 40. miejsce w biegu indywidualnym.
Jego ojciec, Lars-Göran Arwidson, także był biathlonistą.

## Osiągnięcia

### Igrzyska olimpijskie
| Rok  | Miejscowość | Konkurencje | Konkurencje | Konkurencje | Konkurencje | Konkurencje | Konkurencje | Konkurencje |
| Rok  | Miejscowość | IN          | SP          | PU          | MS          | RL          | MR          | SR          |
| ---- | ----------- | ----------- | ----------- | ----------- | ----------- | ----------- | ----------- | ----------- |
| 2014 | Soczi       | 40.         | 42.         | 28.         | –           | 10.         | –           | –           |

### Mistrzostwa świata
| Rok  | Miejscowość     | Konkurencje | Konkurencje | Konkurencje | Konkurencje | Konkurencje | Konkurencje | Konkurencje |
| Rok  | Miejscowość     | IN          | SP          | PU          | MS          | RL          | MR          | SR          |
| ---- | --------------- | ----------- | ----------- | ----------- | ----------- | ----------- | ----------- | ----------- |
| 2011 | Chanty-Mansyjsk | 67.         | –           | –           | –           | –           | –           | –           |
| 2013 | Nové Město      | –           | –           | –           | –           | 11.         | –           | –           |
| 2015 | Kontiolahti     | 68.         | –           | –           | –           | 18.         | –           | –           |

### Mistrzostwa świata juniorów
| Rok  | Miejscowość  | Konkurencje | Konkurencje | Konkurencje | Konkurencje | Konkurencje | Konkurencje | Konkurencje |
| Rok  | Miejscowość  | IN          | SP          | PU          | MS          | RL          | MR          | SR          |
| ---- | ------------ | ----------- | ----------- | ----------- | ----------- | ----------- | ----------- | ----------- |
| 2006 | Presque Isle | 4.          | 19.         | 19.         | nd.         | 4.          | nd.         | –           |
| 2007 | Martell      | 8.          | 12.         | 28.         | nd.         | 6.          | nd.         | –           |
| 2008 | Ruhpolding   | –           | 13.         | –           | nd.         | 14.         | nd.         | –           |
| 2009 | Canmore      | 41.         | 43.         | 41.         | nd.         | –           | nd.         | –           |

### Mistrzostwa Europy
| Rok  | Miejscowość | Konkurencje | Konkurencje | Konkurencje | Konkurencje | Konkurencje | Konkurencje | Konkurencje |
| Rok  | Miejscowość | IN          | SP          | PU          | MS          | RL          | MR          | SR          |
| ---- | ----------- | ----------- | ----------- | ----------- | ----------- | ----------- | ----------- | ----------- |
| 2008 | Nové Město  | –           | –           | –           | nd.         | 12.         | nd.         | –           |
| 2010 | Otepää      | 20.         | 45.         | 31.         | nd.         | 6.          | nd.         | –           |
| 2013 | Bansko      | 2.          | 12.         | –           | nd.         | nd.         | nd.         | –           |

### Mistrzostwa Europy juniorów
| Rok  | Miejscowość | Konkurencje | Konkurencje | Konkurencje | Konkurencje | Konkurencje | Konkurencje | Konkurencje |
| Rok  | Miejscowość | IN          | SP          | PU          | MS          | RL          | MR          | SR          |
| ---- | ----------- | ----------- | ----------- | ----------- | ----------- | ----------- | ----------- | ----------- |
| 2008 | Nové Město  | 7.          | 39.         | 16.         | nd.         | –           | nd.         | –           |

### Puchar Świata

#### Miejsca w klasyfikacji generalnej
| Sezon     | Miejsce |
| --------- | ------- |
| 2010/2011 | 108.    |
| 2012/2013 | 90.     |
| 2013/2014 | 57.     |
| 2014/2015 | 77.     |
| 2015/2016 | -       |
| 2016/2017 | -       |
| 2017/2018 | -       |